# Ethan Mordden
Ethan Mordden (* 27. Januar 1949, Pennsylvania) ist ein US-amerikanischer Schriftsteller.

## Leben
Mordden wuchs in Pennsylvanien, in Venedig und auf Long Island auf. Seine Ausbildung erhielt er an der Friends Academy in Locust Valley im Staate New York und an der University of Pennsylvania. Er versuchte zuerst eine Karriere im Showgeschäft und arbeitete als musikalischer Leiter an Off-Brodway-Theatern und in der Provinz. Er schrieb sich für den BMI Lehman Engel Musical Theater Workshop ein, der von Lehman Engel geleitet wurde. Der Workshop ist eine Einrichtung zur Weiterbildung von Musical-Komponisten und Librettisten. Mordden betätigte sich in der Folgezeit sowohl als Komponist als auch als Librettist und schrieb Musicals, die z. B. Shakespeares Maß für Maß oder Max Beerbohms Zuleika Dobson als Vorlage nahmen. Später schrieb er jedoch nur noch Prosatexte.

## Werke
Seine Erzählungen, Romane und Sachbücher decken einen weiten Bereich von Themen ab wie das amerikanische Musical, die Oper, den Film und, insbesondere in den fiktionalen Werken, die Entstehung und Entwicklung der amerikanischen Schwulenszene, vor allem in New York. Für die Zeitschrift The New Yorker hat er fiktionale Texte, aber auch Besprechungen in der Rubrik Critic at Large zu Cole Porter, Judy Garland und über das Musical Show Boat geschrieben, ferner Rezensionen einer Biographie über die Barrymore-Familie und über Art Spiegelmans Zeichengeschichte Maus – Die Geschichte eines Überlebenden.
Seine bekanntesten Erzählungen bilden den Zyklus Buddies. Diese erschienen in Buchform ab 1985, beginnend mit dem Band I’ve a Feeling We’re not in Kansas Anymore. Der fünfte Band, der 2005 erschien und den Titel „How’s Your Romance?“ trug, hat den Untertitel „Concluding the „Buddies“ Cycle“. Insgesamt bilden die Erzählungen eine Chronik des Auf und Ab, der Liebesbeziehungen und der Verluste von Männern, die eine lose Gruppe bilden, von Künstlern, die jedoch nie verletzend miteinander umgehen. Damit weicht Mordden von dem Muster ab, das von Mart Crowley mit seinem Stück The Boys in the Band für die Schilderung von Verhaltensweisen in der Schwulenszene vorgegeben wurde. In Crowleys Stück greifen die vermeintlich besten Freunde sich ständig gegenseitig an in einer Art und Weise, die die Schwulen-Kunstszene seither in ein schiefes Licht gerückt hat, ein Muster, das z. B. auch in der Fernsehserie Queer as Folk befolgt wurde. Bei Mordden mögen Männer sich selbst und andere, das ist sein Ideal einer Freundschaft unter Schwulen. Einzigartig in der Schwulenlitertur ist auch, dass die Männer die Privatsphäre der anderen respektieren. Diese „Familie“ ist ein Ort der Sicherheit, was erklärt, weshalb die Freunde so eng aufeinander bezogen sind.
1995 schrieb Mordden den Roman How Long Has This Been Going On?. Darin darin wird das Leben einer Gruppe von Männern und Frauen von 1949 bis 1991 beschrieben. Mit einer Ausnahme sind sie alle schwul oder lesbisch. Am meisten von seinen Büchern schätzte Mordden selbst The Venice Adriana aus dem Jahre 1998. Am Beispiel des Lebens und der künstlerischen Entwicklung der Opernsängerin Maria Callas wird untersucht, ob wir Gefangene unseres Schicksals sind oder ob wir dieses frei wählen können. In einem Spiel à la Nabokov für Opernliebhaber wird in Handlung und handelnden Personen die Oper Adriana Lecouvreur von Francesco Cilea widergespiegelt. Morddens letztes Werk, das einigermaßen bekannt wurde, ist A Bad Man Is Easy To Find, das er 1989 unter dem Pseudonym M. J. Verlaine veröffentlichte. Obwohl seine Struktur von miteinander verwobenen Erzählungen dem Buddies-Zyklus ähnelt, handelt es nur von Frauen, nur ein schwuler Mann kommt vor. 2008 veröffentlichte Mordden den surrealistischen Roman The Jewcatcher. Der Roman handelt in Berlin und umfasst die Zeit vom Ende der Weimarer Republik bis zum Kriegsende. Die vielen Hauptfiguren sind kombiniert aus eigenen Erfindungen Morddens und Personen wie Adolf Hitler, Marlene Dietrich, Raoul Wallenberg, Claus von Stauffenberg und Reichspräsident von Hindenburg.
Morddens nichtfiktionales Werk umfasst sieben Bücher, darunter eine Geschichte des Broadway-Musicals von den 1920ern bis zu den 1990ern, Orchestermusikführer und Führer zu Opernaufnahmen, eine Kulturgeschichte der USA der 1920er Jahre, Essays zum Phänomen der Operndiva und zum Werk von Rodgers und Hammerstein. Er hat etliche Bücher zum Thema Film einschließlich zum Einfluss der großen Studios in Hollywood und zur Rolle weiblicher Filmstars geschrieben. In seinen Sachbüchern hat Mordden seine persönliche Sachkenntnis und seine persönlichen Erlebnisse eingebracht.